# The Arcane Odyssey
A The Arcane Odyssey album a magyar Sear Bliss együttes 2007-ben megjelent hatodik nagylemeze, melyet már az angol Candlelight Records adott ki. A felvételek több különböző stúdióban folytak a legjobb eredmény érdekében, az előző lemezhez hasonlóan ezúttal is a korábbi Sear Bliss gitáros Scheer Viktor irányításával.
Az album sikerét jelzi, hogy több hazai és külföldi médiumban megszerezték vele a "hónap lemeze" címet (pl. Zero Tolerance magazin), továbbá a Hungarian Metal Awards szavazáson a The Arcane Odyssey 2007 legjobb magyar metal albuma lett.

## Az album dalai
1. Blood on the Milky Way – 8:06
2. A Deathly Illusion – 6:19
3. Lost and Not Found – 5:18
4. Thorns of Deception – 4:01
5. The Venomous Grace – 4:44
6. Omen of Doom – 5:35
7. Somewhere – 9:16
8. Path to the Motherland – 4:18

## Közreműködők
- Nagy András – basszusgitár, szintetizátor, ének
- Neubrandt István – gitár
- Schönberger Zoltán – dob
- Pál Zoltán – harsona
- Kovács Péter – gitár

## Külső hivatkozások
- Sear Bliss hivatalos weboldal
- Encyclopaedia Metallum